# حسن عريبي
حسن علي مختار عريبي (1933 - 18 أبريل 2009)، ملحن ومطرب ليبي وأحد رواد الموسيقى والغناء في ليبيا، وخاصة في فن المالوف الأندلسي.
ولد في مدينة طرابلس، وعمل في بدايته كموظف في وزارة المواصلات في بنغازي، وذلك قبل افتتاح الإذاعة الليبية في بنغازي العام 1959، حيث تعرف على المطرب الراحل محمد صدقي، الذي اكتشف موهبته الغنائية مقدما أولى أغانيه «كيف نوصفك للناس»، لينضم إلى قسم الموسيقى بالإذاعة كمستشار فني.
كما قدم في تلك الفترة العديد من الألحان لعدد من المطربين الليبيين والعرب من بينهم: عطية محسن، إبراهيم حفظي، والمصريات سعاد محمد وهدى سلطان واللبنانية نازك، والتونسيات عليا، نعمة.
بعد عودته إلى طرابلس أسس «فرقة المالوف والموشحات» في الإذاعة سنة 1964، ضاما إليها أعضاء المجموعة الصوتية بالإذاعة ومجموعة من الأسماء المعروفة في الغناء الإذاعي آنذاك مثل علي القبرون، عبد اللطيف حويل، خالد سعيد وراسم فخري، والذين قدموا مجموعة من موسيقى الموشحات.

## محطات
نال حسن عريبي عديد الأوسمة وشهادات التقدير كما كان أول نقيب لنقابة الفنانين على مستوى ليبيا بعيد إنشائها العام 1974.
- اختير كرئيس المجمع العربي للموسيقى في الجامعة العربية، الذي ضمّ كبار الموسيقيين في العالم العربي وذلك لجهوده.
- ترأس لفترة مؤتمر الموسيقى العربية الذي يعقد دوريا جامعا كبار موسيقيي العالم العربي.[2]
- اختير رئيسًا لمهرجان الأغنية الليبية في دورته الثانية بمدينة طرابلس خلال العام 2003.

توفي حسن عريبي في 18 أبريل 2009 إثر أزمة قلبية أثناء قيادته لسيارته أمام نادي الاتحاد بطرابلس. فيما شيعت جنازته في اليوم التالي والتي حضرها عدد من الفنانين ومسؤولي الثقافة في البلاد.

## قصائد
من أشهر قصائده التي أنشدها بطريقة المالوف والموشحات الأندلسية:
- «قصيدة المنفرجة».
- «قصيدة الوصايا»
- «قصيدة نعس الحبيب»
- «قصيدة ناح الحمام»

## مقالات ذات صلة
- ابن النحوي «صاحب قصيدة المنفرجة»
- ابن الوردي «صاحب قصيدة الوصايا»